# Microstylum flavipenne
Microstylum flavipenne là một loài ruồi trong họ Asilidae. Microstylum flavipenne được Macquart miêu tả năm 1846. Loài này phân bố ở vùng nhiệt đới châu Phi.